# A49高速公路
A49高速公路是法国的一条高速公路，全长61千米，于1992年建成通车。A49始于Voreppe，终于河畔新堡 - 伊泽尔。A49也是欧洲E713公路的一部分。